# Marcus A. Smith
Marcus A. Smith (Cynthiana, 1851. január 24. – Washington, 1924. április 7.) az Amerikai Egyesült Államok szenátora (Arizona, 1912–1921).